# Dem Iliescu
Dem. Iliescu sau Dumitru Iliescu (n. 4 iunie 1911, Buzău – d. 2 august 1988, București) a fost un poet, avocat și traducător român. Din cauza convingerilor sale de extrema dreaptă (Mișcarea legionară) din tinerețe, Dem Iliescu a făcut după război 15 ani de pușcărie, plus încă 4 ani după 1964, an în care au fost eliberați toți deținuții politici din România.

## Biografie

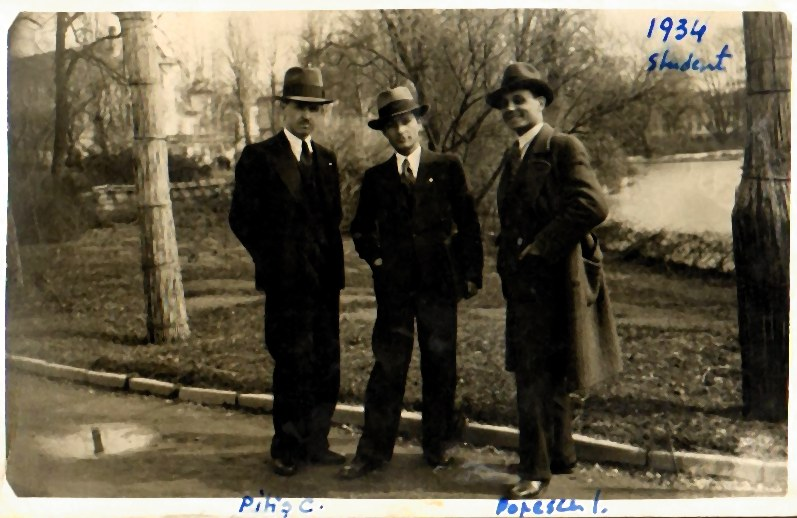
Dem Iliescu (în centru) - în studenție

Dem Iliescu a fost fiul lui Dumitru Iliescu, pescar (râul Buzău), și al Ecaterinei. A absolvit în anul 1931, Liceul „B.P. Hasdeu" din Buzău și apoi Facultatea de Drept a Universității din București. Mai târziu a profesat în baroul de avocatură buzoian. În timpul liceului face parte din colectivul redacțional al revistei „Licăriri literare” (1929), revistă în care publică proză și versuri. Ca student frecventează Cenaclul Sburătorul. Regimul comunist l-a condamnat la muncă silnică în lagărul de la Periprava, din cauza convigerilor sale de extrema dreaptă. A fost întemințat în perioada 1948 - 1960.
În perioada șederii sale la Buzău a fost redactor la revista „Carnetul literar”, în perioada 1931 - 1934 și la ziarul „Gând nou”, între anii 1933 - 1934. A colaborat cu revistele „Universul literar”, „Luceafărul”, „Curierul”, „Viața literară”, „Albatros” (revista Asociației Studenților buzoieni „Alexandru Marghiloman”), „Tomis”, „Acțiunea Buzăului”, „Avântul”, „Liberalul Buzăului”, „Acțiunea literară”, „Îngerul”, „Ideea Națională”, „Vocea Buzăului”, „Vremea nouă”, „Munca literară” fondată de Ioan Georgescu în 1933 cu apariții până în anul 1936 în Buzău (ulterior în București), „Ziarul nostru”, etc. Dem Iliescu a făcut parte, ca membru, din organizația buzoiană a Gărzii de Fier și a condus în perioada 1940 - 1941 o publicație legionară de propagandă, „Buletin legionar.”
În anul 1931 publică volumul de versuri „Piatra cu lilieci” și în 1934 „Cartea cu vise”. Cartea de poeme „Destin pecetluit” trebuia să apară în anul 1939, dar a rămas în stadiul de manuscris. În 1939 apare, în schimb, „Siena, vechea cetate a Fecioarei” și „Florile Paștilor”, o dramă cu trei acte și prolog.
Prin pasiunea sa pentru literatura franceză și italiană, Dem Iliescu a tradus din opera lui François-René de Chateaubriand, fiind preocupat îndeosebi de latura educativă.

## Opera literară
- 1931 - Piatra cu lilieci, Buzău
- 1934 - Cartea cu vise, Buzău
- 1939 - Siena, veche cetate a Fecioarei, Buzău
- 1939 - Florile Paștilor, Buzău

## Comemorări
- 2011 - Cu ocazia comemorării a 100 de ani de la nașterea lui Dem Iliescu, Nicolae Cabel a publicat volumul de versuri „Dem Iliescu - Încă nu e seară...”,  care reunește versurile poetului Dem. Iliescu.[5][6] Cu această ocazie aniversară, Dem Iliescu a fost evocat de către Valeriu Nicolescu, Dumitru Ion Dincă, Viorel Frîncu, Călin Ghețu, Emil Niculescu, preotul Nicolae Soare, Ion Gătej și Nicolae Cabel. Neputînd fi prezent, poetul Gheorghe Istrate a trimis un mesaj referitor la opera lui Dem Iliescu.

## Caracterizări

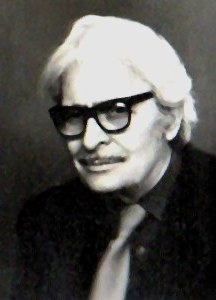
Dem Iliescu - poetul buzoian

- Nicolae Cabel

„Dacă Victor Iliu m-a format ca regizor, Dem. Iliescu era un om cu o cultură temeinică. Venea din epoca celor două războaie, iar nouă la liceu nu ni se spunea mai nimic. Aveam șansa prin el și alți oameni din cenaclu – prof. Nestorescu, av. N. N. Manolescu, să aflăm despre Eliade și Cioran, interziși la acea vreme.”
- Nicolae Cabel - „Încă nu e seară”

„Chipul și felul său de a fi mi s-au impus instantaneu. Avea o voce sfioasă și zdruncinată de inchisori (recluziunile comuniste de care a avut parte ani întregi) asemenea unui sfânt refuzat de destin. Graiul îi era foarte rar, cărturăresc și șoptit crepuscular, precum punctele de suspensie într-o frază; dar când se oprea, îmi dădeam seama, uluit, că lângă noi stătea un înțelept care îi acceptase cu căldură prietenia și așteptarea... Împăcat cu sine, cu toți foștii mari încarcerați, părea că mereu întrevede ceva - cumva, o renaștere, precum Vasile Voiculescu sau Radu Gyr.”—Nicolae Cabel - „Încă nu e seară” - Dem Iliescu, Marginalii la o ediție poetică de excepție, editura Tipografia Intact, 2011

## Critică literară
- Nicolae Cabel - „Încă nu e seară”

„...opera lui Dem. Iliescu dezvăluie un poet care a re-întredeschis dimineața rece a poeziei: sinceră, cristalină, adâncă, melodică, usturătoare deseori, controlată și dirijată de o inteligență impecabilă. Uluiește, printre altele, acel joc al neologismelor, amețitor, dezvăluind idei contemporane nouă: „Și greul diamant mereu la frunte / Ca un pumnal legat de-un fir de păr” (p.132); „Rănită frunza de la vârf căzu, / Creanga o plânse. Rădăcina nu”. (pag. 111); poemul „Cuvânt” în întregime (pp.103-105); „Sunt condamnați / Scafandrii visurilor noastre… / Prizonieri îngenunchiați de astre…(pag. 70)... Domnul Dem. Iliescu pare a ne spune prin prospețimea poeziei sale că lirismul nu trebuie îmbrăcat într-un decorativism spulberat, gratuit, ci, mai degrabă, în suculența „mortuară”, masivă, bacoviană...”—Nicolae Cabel - „Încă nu e seară” - Dem Iliescu, Marginalii la o ediție poetică de excepție, editura Tipografia Intact, 2011

## Traduceri
- Chateaubriand - Martirii, prefață de Gala Galaction, Buzău, 1944 (în colaborare cu A. Radu).

## Galerie imagini

Dem Iliescu, portret realizat de Nicolae Cabel
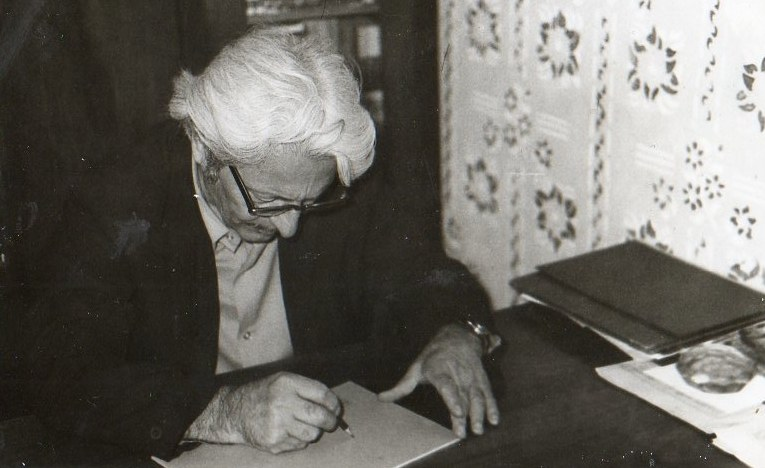
La biroul de lucru
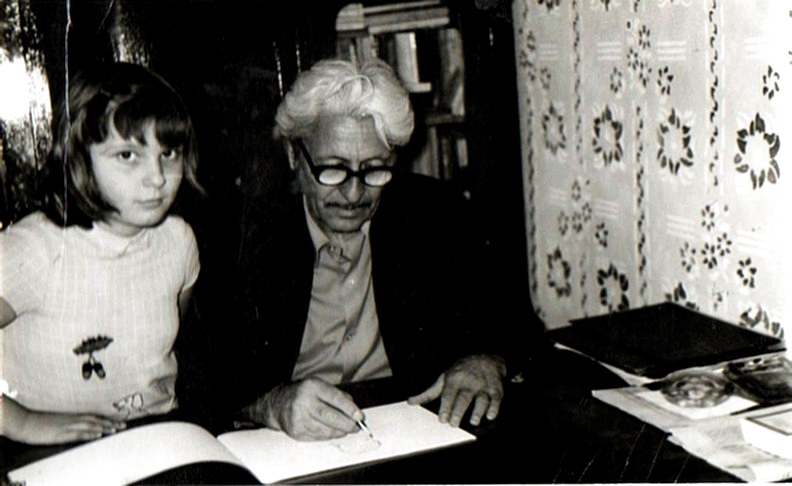
Cu nepoata Mirela
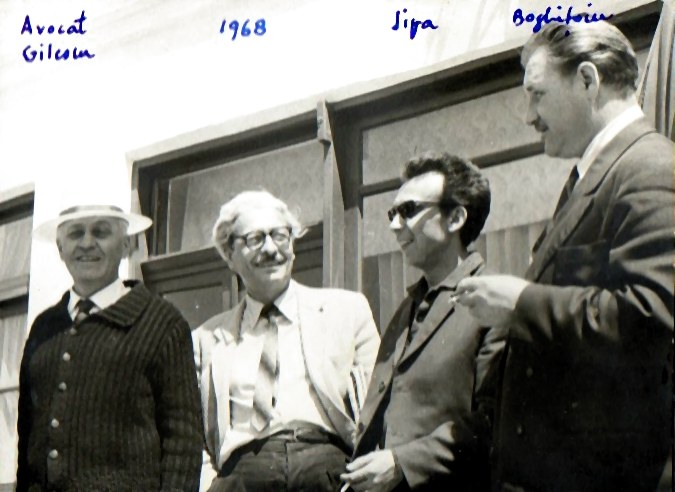
Cu prietenii (1)
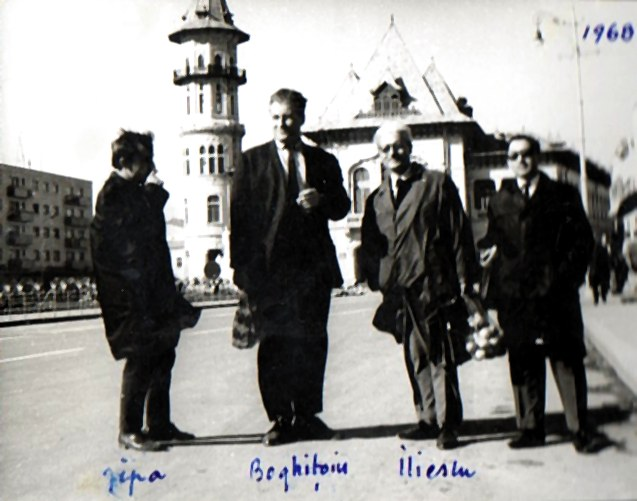
Cu prietenii (2)